# Нераций Цереал
Нераций Цереал (лат. Naeratius Cerealis) — государственный деятель Римской империи середины IV века, консул 358 года.

## Биография
Нераций был братом консула 347 года Вулкация Руфина и Галлы, матери Цезаря Галла.
В 328 году Цереал занимал должность префекта анноны. В 351 году он принимал участие в трибунале в Сирмии по делу епископа Фотина. Сирмий находился под контролем императора Констанция II, в то время как Рим был оккупирован узурпатором Магном Магненцием. Вероятно, что Нераций оставался с Констанцием, пока не был назначен городским префектом Рима 26 сентября 352 года вскоре после того, как узурпатор покинул город. Будучи префектом, он просил перенаправить поставки зерно из Капуи, Путеол и другие города Кампании в Рим. Его полномочия закончились 8 декабря 353 года.
Неподалёку от Арки Септимия Севера на форуме он поставил статую в честь Констанцию II с надписью: «Restitutori urbis Romae adque orb[is] / et extinctori pestiferae tyrannidis» (рус. Восстановителю города Рима и мира, усмирителю пагубных тиранов). В 358 году Нераций стал консулом вместе с Цензорием Дацианом. Известен дом Цереала в Риме и термы, названные в его честь.
Его сыном был Нераций Скопий.